# Ayub Khan (afghan)

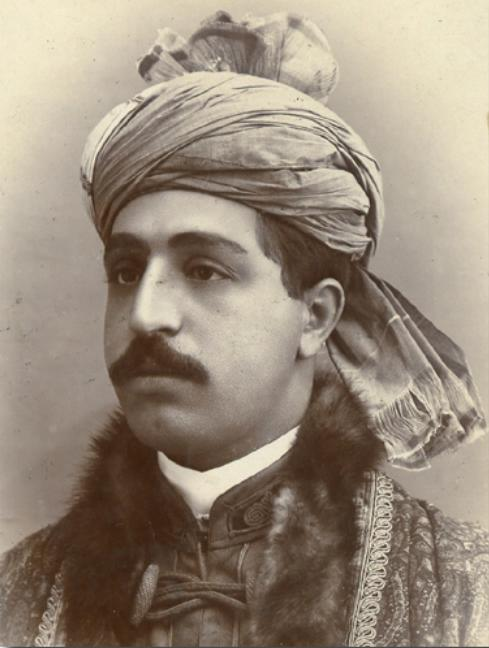
Ayub Khan

Ayub Khan, född 1857 i Kabul, död 7 april 1914 i Lahore, var en afghansk kommendör och furste, yngre son till emiren Sjir Ali och bror till Muhammed Jakub Khan, var ståthållare i Herat och ställde sig 1880 i spetsen för motståndet mot britterna.
Efter faderns fall och död 1879 och brodern Muhammed Jakub Khans störtande inledde Ayub en offensiv mot den nye, av Storbritannien stödde Abd ar-Rahman, men tvingades efter två nederlag (det ena mot Roberts den 1 september 1880) vid Kandahar 1880-81 fly till Persien, där han togs i förvar. Ett upprorsförsök 1888 slutade med att han internerades av britterna i Rawalpindi.